# Essart
Pour les articles ayant des titres homophones, voir Essarts et Essards.
Le mot essart peut avoir différentes significations. Il désigne aussi bien les terres nouvellement défrichées, les défrichements de terrain définitifs ou les temporaires, le simple abattage de bois, l'éclaircissement de la forêt ou même de terrains vagues. « Essart » désigne aussi des cultures mobiles, accompagnées de brûlements de végétaux. Le sens le plus généralement accepté aujourd'hui est celui de défrichement pour quelques années seulement, dans un but agricole. Mais on essartait aussi pour faire du charbon, élargir les routes ou installer une communauté humaine.

## Étymologie
Du bas latin *exsartum « défrichement »,  d’un *exsarire composé du latin classique sarrire « sarcler ».

## Histoire
La pratique de l'essartage (ou sartage), s'est développée en Europe à partir du XIIIe siècle, afin de permettre à une population en augmentation démographique importante de pouvoir subvenir à ses besoins. Le XIIIe siècle est en effet le temps d'un « monde plein », c'est-à-dire que les espaces cultivables sont devenus insuffisants pour nourrir la population.
Elle résulte d'un accord entre un ecclésiastique et un propriétaire laïc (souvent un seigneur) : le laïc fournit la terre à défricher, tandis que l'ecclésiastique fournit les essarteurs (souvent des moines). Le laïc s'engage aussi généralement à construire une église ou une chapelle sur la terre nouvellement défrichée. L'ensemble de cet accord est un contrat de pariage.
Les moines cisterciens ont été les spécialistes de cette technique. Il s'agissait de trouver un lieu propice à l'installation (proximité d'une source, salubrité, position élevée...) puis de le défricher d'abord par la coupe du bois, l'arrachage des taillis et ronces, puis en le brûlant pour le débarrasser et le fertiliser.
Les essarteurs vivaient sur place le temps du défrichage, puis une communauté, généralement venue d'un village voisin, venait terminer le travail et s'installait.
Après le partage des bois communaux à la suite de l'abolition des privilèges décidée par la Révolution française, de nombreux riverains de ce qui reste de la forêt pillent les forêts et leur gibier (cervidés notamment). Nombre de forêts sont promptement défrichées, parfois brûlées pour en simplement revendre la cendre comme engrais, quand on n’y prend pas également l'humus pour le mettre sur les champs.
Les paysans vont en nombre se servir en forêt au point qu’il serait dangereux de s'y opposer estime le préfet de l’Ariège. En Côte-d'Or le préfet se plaint d'une « manie continuelle d'essarter et de défricher. II n'y a plus de futaie, et on va manquer de merrains pour envaisseler les vins de Bourgogne et de Champagne. Bientôt, il ne sera plus possible de livrer les sels aux Suisses dans des tonneaux ». Le député (et membre du comité d'agriculture) Jean-Baptiste Rougier de La Bergerie a réuni et vainement relayé auprès de l’Assemblée les réclamations et alertes remontées par les administrateurs de presque tous les départements concernant les effets dramatiques du défrichement, sur l'agriculture, le régime des eaux, l'érosion, le climat et la santé, ou sur l'économie. Ils prédisent une grave crise sociale, agricole, économique et, dirions-nous aujourd’hui, « écologique » si rien n’est fait pour stopper l'arasement des forêts. Certains notent que les défrichements entraînaient de brutaux changements de température, multipliaient et aggravaient les inondations et sécheresses, faisaient manquer des récoltes.
L'emploi des termes essart ou abattis a fait l'objet de débats concernant le terme technique à recommander pour désigner les systèmes d'horticulture vivrière forestière sur brûlis impliquant une jachère à longue révolution, permettant la reconstitution du couvert arboré,.

## Toponymes

Essert-Romand (Haute-Savoie, France) porte un lion accompagné de deux outils d'essartage : d'or emmanchés de gueules, un émondoir à dextre et un merlin à senestre.

La toponymie a conservé le souvenir des grands mouvements de défrichement : preuve en est la multiplicité des villages, lieux-dits ou quartiers nommés Les Essarts, Essartiers, Essert, Exertiers, Essertines ou Les Sertines, mais aussi Sartes ou Sart en Belgique romane, Aix-en-Issart dans le Pas-de-Calais, Les-Plains-et-Grands-Essarts dans le Doubs, Artigue dans le Sud-Ouest de la France (qui renvoie à la pratique du défrichement par brûlis), Thuit en Normandie (du norrois thveit, « essart »), Leychert en Ariège (un essart se dit « eychert » en fuxéen, la langue de Foix et « eishartic » ou « eishart » en gascon).
Le germanique * reudijanan « défricher » (bas-allemand reuten, haut-allemand riuten) a également laissé de nombreuses traces dans la toponymie d'Europe occidentale (y compris dans le Nord et l'Est du domaine d'oïl) : Le Rœulx, Rœux, Rhode, Roux, Roux-Miroir, Wernigerode, Roetgen, Marienrode, etc.
En Italie, au Piémont, on trouve des lieuxdits Eyssart (vallée du Pellice, Turin) et L'Issart-Assarti  (Barge, Cuneo). Il y a aussi des villages dénommés Ronco (« serpe »). Enfin, d'autres toponymes renseignant sur la fondation de centres d'habitat pourvus de privilèges (les Villeneuve, Villefranche, Sauveterre, mais aussi Bastide, etc.) peuvent également être liés aux grands mouvements de défrichement.
En Suisse allemande, les lieux-dits Schwände ou Schwendi très répandus, sont synonymes du français essart ou essert (Suisse romande).

## Patronymes
Certains noms de famille en témoignent également :
- Charlotte des Essarts, maîtresse d'Henri IV ;
- Nicolas Toussaint Lemoyne Desessarts, bibliographe ;
- Nicolas Herberay des Essarts, traducteur du XVIe siècle ;
- Pierre des Essarts, surintendant des finances sous Charles VI ;
- Léonce-Eugène Fabre des Essarts, occultiste ;
- Jean-Charles Desessartz, médecin, « inventeur » du sirop qui porte son nom ;
- Jean Desessard, homme politique français ;
- Lessard ;
- Exertier ;
- Dussart.